# Uvaliev
Uvaliev - familie de boieri basarabeni de origine bulgară. A fost cunoscută de asemenea sub numele de Uvaliu, sau Ovaliu.
- Întemeietorul dinastiei a fost boierul Ștefan Uvaliev(aproximativ 1812-?), adjunct al Prințului Bulgariei, care a cumpărat o moșie la Căzănești pe Răut în anul 1862. Ștefan Uvaliev a fost de asemenea membru al societății bulgarilor din Basarabia (Chișinău).
- Ștefan Uvaliev avea doi copii: Teodor și Ioana(Elena) de la Ana (Ioana) Feodorovna.
- Sunt cunoscuți următorii descendenți ai boierului Ștefan Uvaliev:
  - Teodor Uvaliev(n.1853-d. ianuarie 1918), consilier de stat la curtea Țarului, membru al Dumei de Stat a Rusiei, căsătorit cu Irina (n.1859).

fiii acestuia:
- -     - Dumitru Uvaliev(n.1891)
    - Ștefan Teodor Uvaliev(n. 1893)
    - Alexandru Uvaliev(n. 18 august 1895)

fiicele acestuia:
- -     - Olga Teodor(n.1897)
    - Ana Teodor(n.1899)
    - Maria Teodor(n.1901)

Uvalievii au fost mari proprietari de pământ, comersanți și fabricanți de produse agricole. De asemenea le-a aparținut unul dintre cele mai somptuase palate boierești din Basarabia cu 99 de odăi, mori de grâu.  Actualmente se păstrează doar turnul de apă de la Căzănești, pe malul râului Răut.

## Despre
- Tudor Golub, Valentin Golub, Comuna Căzănești: Monografia satelor Căzănești și Vadul Leca, Orhei, Ed. Labirint, 2002
- Gh. Bezviconi, Boierimea Moldovei dintre Prut si Nistru , vol. II, Bucuresti, 1943, p. 168
- Căzănesti//Tudor Țopa, Localitatile Moldovei, Itinerar, vol 3, pag. 355
- Alex Găină Părinții, copilăria, școala (în rusă)